# Nombrevilla
Nombrevilla es un municipio y localidad española de la provincia de Zaragoza, en la comunidad autónoma de Aragón. El término municipal, ubicado en las comarcas de Campo Romanos y Campo de Daroca, tiene una población de 39 habitantes (INE 2024).

## Geografía

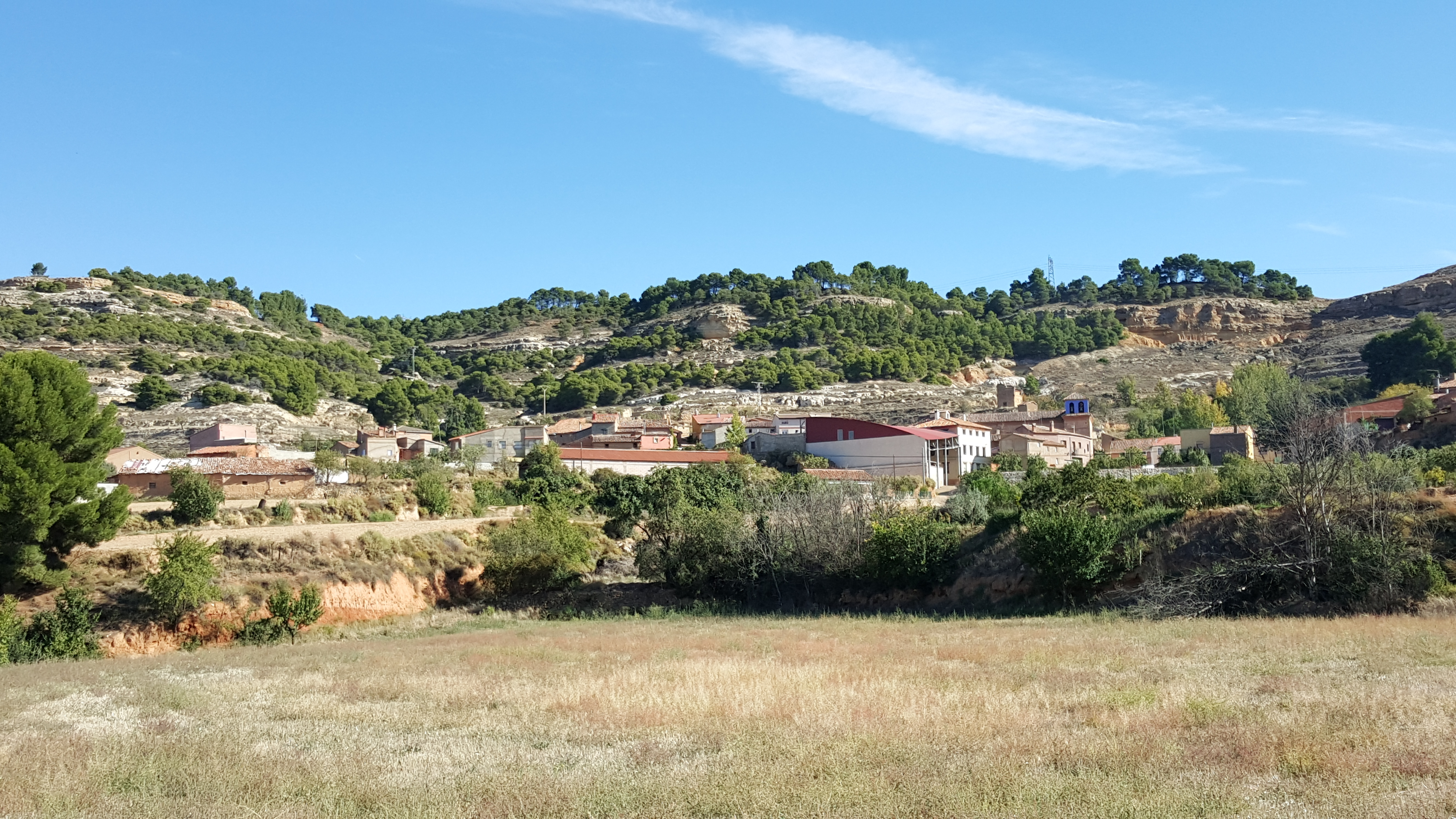
Vista de Nombrevilla desde la carretera

El término municipal de Nombrevilla se halla enclavado en la Cordillera Ibérica, dentro de la depresión Teruel-Calatayud. Pertenece a la comarca natural del Campo Romanos. La altitud del término va desde los 850 m en la rambla de San Julián a los 1046 m en el vértice Anento. El clima es seco y frío. Limita con los términos de Daroca, Retascón, Villarroya del Campo, Romanos, Lechón, Anento y Villanueva de Jiloca. La mitad oriental del término municipal se extiende por la llanura del Campo Romanos con vertiente al río Huerva y sustrato calizo y arcilloso. La mitad occidental se extiende por varios barrancos que vierten al río Jiloca, con suelos silíceos. 
La vegetación natural está formada por el encinar (Quercus ilex) con jara (Cistus laurifolius) y Halimium umbellatum. En las ramblas se dan álamos (Populus canescens) con madreselva (Lonicera etrusca) y al pie de la cantera o escarpe calizo se repobló en tiempos con pino carrasco (Pinus halepensis). La fauna común está constituida por perdiz, codorniz, zorro, además de especies protegidas como alondra de Dupont. A veces se han visto avutardas. Recientemente algunos vecinos han observado cabra montés y corzo.

### Naturaleza
La rambla de San Julián está jalonada por una línea de vegetación más o menos continua en ambas márgenes con cierta diversidad de plantas. Vamos a referirnos a dos de ellas que quedan como restos de antiguos cultivos. Son el zumaque y el membrillero.
El zumaque es un arbusto o arbolillo de dos a tres metros, muy ramificado desde la base, con hojas caducas. Estas son compuestas y cubiertas de un vello aterciopelado que las hace características. El zumaque (Rhus coriaria) es una planta de la familia de las anacardiáceas, por lo que está emparentado con el lentisco o el pistacho. Las flores son menuditas y se apelotonan en racimos densos. Los frutos también son diminutos, aplastados, semejantes a una lenteja, y muy peluditos. Se cría en la actualidad espontáneamente en lindes de caminos, cunetas y ribazos como reliquia de antiguos cultivos, pues se usaba para curtir cueros. Se puede encontrar en cunetas y ribazos de toda la comarca. En otoño, sus hojas adquieren un bello color dorado, por lo que se emplea a veces en jardinería.
El membrillero es un arbolillo de ramas tortuosas y de ramillas jóvenes grisáceas por estar cubiertas de una especie de borra. Las hojas son redondeadas, caducas y también peluditas por el envés. Es una planta de la familia de las Rosáceas emparentado con el rosal y el almendro. Su nombre científico es Cydonia oblonga. Sus flores son semejantes a las del almendro o el manzano, pero de gran tamaño. El fruto, que se coge en otoño, es el membrillo, de bello color amarillo, de aspecto globoso y con forma de pera grande; su pulpa comida cruda es muy áspera y deja la boca acorchada, por eso se toma siempre guisado; bien asado acompañando algunos platos, bien cocido, pues así sirve para elaborar el dulce de membrillo, ingrediente en la merienda de los niños en otros tiempos. También existe la costumbre de poner algunos frutos entre la ropa de los armarios con el fin de darle su agradable perfume ya que el membrillo despide un aroma característico y el fruto dura varios meses. El membrillo es astringente, es decir, sirve para cortar diarreas. Ello es debido al elevado contenido en taninos que posee la pulpa del fruto. En la actualidad apenas se cultivan los membrilleros, salvo algunos ejemplares aislados que se plantan en jardines y huertos. En tiempos se cultivaban en mayor número y los ejemplares asilvestrados por la rambla son una muestra de ello.

## Historia
En la Edad Media fue encomienda de la orden del Santo Sepulcro  y no perteneció a la comunidad de aldeas de Daroca.
Hacia mediados del siglo XIX, el lugar tenía contabilizada una población de 180 habitantes. La localidad aparece descrita en el decimosegundo volumen del Diccionario geográfico-estadístico-histórico de España y sus posesiones de Ultramar de Pascual Madoz de la siguiente manera:

NOMBREVILLA: v. con ayunt. de la prov., aud. terr. y dióc. de Zaragoza (13 leg.), c. g. de Aragon, part. jud. de Daroca (1 ). sit. al pie de una cantera, al É. de esta c.; la baten los vientos del N. O.; su clima es templado y sano. Tiene 60 casas inclusa la del ayunt. y cárcel, escuela de niños á la que concurren 9, dotada con 500 rs.; igl. parr. (La trasfiguracion), de entrada, servida por un cura de provision real ó del ordinario segun el mes de la vacante; 2 ermitas con culto público dedicadas á San Anton y Ntra. Sra. del Rosario, y un cementerio estramuros: los vec. se surten de algunas fuentes de buenas aguas. Confina el térm. por N. con el de Villarroya; E. Romanos y Lechon; S. Aneuto, y O. Daroca: su estencion es de 2 leg. de E, S., y una de E. á O. El terreno es desigual y secano, de regular calidad. Los caminos locales y malos. El correo se recibe de Daroca por cartero tres veces a la semana. prod.: trigo, centeno y vino: mantiene ganado lanar, y hay caza de conejos y perdices. ind.: la agrícola. pobl.: 38 vec., 180 alm.: cap. prod.: 510,643 rs. imp.: 28,600: contr.: 6,715.
(Madoz, 1849, p. 179)

## Demografía
Nombrevilla cuenta con una población de 39 habitantes (INE 2024).
| Gráfica de evolución demográfica de Nombrevilla entre 1842 y 2021                                                   |
| |
| Población de derecho según los censos de población del INE Población de hecho según los censos de población del INE |

## Economía
La economía está basada en la agricultura de secano cerealista y la ganadería de ovino. Numerosas casas se han restaurado como segunda residencia.

## Administración y política
| Período   | Alcalde                 | Partido |  |
| --------- | ----------------------- | ------- |  |
| 1979-1983 | Fernando Lafuente Arnal | PSOE    |  |
| 1983-1987 |                         |         |  |
| 1987-1991 |                         |         |  |
| 1991-1995 |                         |         |  |
| 1995-1999 |                         |         |  |
| 1999-2003 |                         |         |  |
| 2003-2007 |                         |         |  |
| 2007-2011 |                         |         |  |
| 2011-2015 | José Lafuente Arnal     | PAR     |  |
| 2015-2019 | José Lafuente Arnal     | PAR     |  |
| 2019-2023 | José Lafuente Arnal     | PP      |  |
| 2023-2027 | José Lafuente Arnal     | PP      |  |

| Partido político    | Partido político                                   | 2003   | 2007   | 2011   | 2015   | 2019   | 2023   |
| Partido político    | Partido político                                   | Ediles | Ediles | Ediles | Ediles | Ediles | Ediles |
|                     | Partido Popular de Aragón (PP)                     | 1      | 1      | —      | —      | 1      | 1      |
|                     | Partido Aragonés (PAR)                             | —      | —      | 1      | 1      | —      | —      |
|                     | Partido de los Socialistas de Aragón (PSOE-Aragón) | —      | —      | —      | —      | —      | —      |
|                     | Chunta Aragonesista (CHA)                          | —      | —      | —      | —      | —      | —      |
|                     | Ciudadanos (CS)                                    | —      | —      | —      | —      | —      | —      |
| Total de concejales | Total de concejales                                | 1      | 1      | 1      | 1      | 1      | 1      |

## Cultura

### Patrimonio
La iglesia parroquial dedicada a Nuestra Señora de Valvanera está en el centro del pueblo. Esta basílica del siglo XVII guarda en su interior con mimo una excepcional imagen gótica del siglo XIII.
En sus inmediaciones conserva tres bellos ejemplos de los tradicionales peirones: el de la Virgen de Valvanera, en el antiguo camino de Villanueva, el de la Virgen del Pilar, en la bifurcación de la calle Mayor y el camino de Lechón y el peirón de San Roque, en la entrada a la población desde Daroca.

### Fiestas
Las fiestas patronales se celebran a mediados de agosto.

## Personas notables
- Ana Domingo Gonzalvo (1624-?), hija de infanzón de San Martín del Río (Teruel), que en Nombrevilla casó, transmitió la infanzonía a sus hijos, nacidos en Anento (cfr. el artículo de Amparo París en la revista Emblemata, n.º 15)
- Manuel Sancho (?-1808), defensor de Zaragoza contra las tropas napoleónicas, desde su barrio de la Magdalena, murió en el Segundo Sitio de un balazo en la pierna (cfr. Los héroes sin nombre. Los cofrades del Santo Sepulcro en los asedios de Zaragoza, 1808-1809[10])
- Simeón Millán (¿1880?-1965), el último campanero con dedicación exclusiva en El Pilar, antes de la electrificación de los toques (cfr. entrevista de Francesc Llop i Bayo a sus hijos: http://campaners.com)